# Viva Piñata: Party Animals
Viva Piñata: Party Animals is een partyspel ontwikkeld door Krome Studios en uitgegeven door Microsoft Game Studios op 16 november 2007 voor Xbox 360. Het spel is een vervolg op Viva Piñata: Trouble in Paradise.
In tegenstelling tot de sandbox omgeving van het eerste spel, bestaat dit spel uit een aantal minispellen vergelijkbaar met de Mario Party-serie.

## Spel
Net zoals andere vergelijkbare spellen op de Xbox 360, zoals Fuzion Frenzy 2, speelt het spel zich af als een spelprogramma waarbij spelers tegen elkaar moeten strijden terwijl een commentator grappige opmerkingen maakt.
Een spel in Party Animals bestaat uit een drietal races die afgewisseld worden door willekeurige minispellen, dat afhangt van de gekozen lengte van het spelletje. Het doel is om de speler te worden die het meeste snoep heeft verdient aan het einde van het spel. Alle spellen hebben altijd vier deelnemers, maar niet elke daarvan hoeft door een mens bestuurd worden. Spelers kunnen met meerderen tegelijk op dezelfde console spelen, maar ook via Xbox Live.
Het snoep kan verdiend worden tijdens de minispellen. Voor alle vier de plaatsen wordt altijd een basisbedrag uitgekeerd. Tijdens de races kan geen snoep verdiend worden, maar hier kunnen wel vermenigvuldigingen verkregen worden om zo meer snoep te krijgen bij de minispellen. Hierdoor moeten de spelers in allebei de speltypes hun best doen om te kunnen winnen.
De speelbare personages bestaan uit Hudson Horstachio, Paulie Pretztail, Fergy Fudgehog, Franklin Fizzlybear en hun vrouwelijke tegenspeelsters.